# Dasychira compseuta
Dasychira compseuta är en fjärilsart som beskrevs av Collenette 1939. Dasychira compseuta ingår i släktet Dasychira och familjen tofsspinnare. Inga underarter finns listade i Catalogue of Life.